# Алабамский протей
Алабамский протей (лат. Necturus alabamensis) — вид амфибий из рода американские протеи. Есть две отдельные популяции алабамских протеев: одна к северу от линии разлома в Алабаме в бассейне реки Блэк-Уорриор, а другая — в южной части Алабамы и во Флориде. На данный момент кажется вероятным, что северная популяция сохранит название N. alabamensis, а южная популяция в настоящее время не описана. Их диапазоны могут пересекаться в некоторых областях.

## Описание
Длина взрослого алабамского протея составляет 10-13 см (общая длина 15-22 см). Спина от красновато-коричневого до почти черного цвета. У некоторых популяций есть пятна на спине. Кончики пальцев светлые. Тело и голова уплощены. Половозрелых самцов можно отличить по набухшей клоаке и паре увеличенных клоакальных сосочков, выступающих назад. Спина у молоди пестрая с несколькими светлыми пятнами. В некоторых популяциях у молоди есть светлые полосы на голове и спине, как у молоди N. maculosus. У молодых особей есть темная полоса вокруг глаз, идущая от ноздри через глаза к жабрам. Полоса сохраняется у взрослых. Тело сплющено.

## Биология
Обитает на востоке Миссисипи, Алабаме, востоке Джорджии и на северо-западе Флориды. Редко встречается спорадически в пределах предполагаемого географического ареала (Guyer 1997). Обследование 1990—1992 гг. выявило всего несколько особей в четырех населенных пунктах. Сборы включали шесть взрослых особей и одну личинку в Сипси-Форк, одну взрослую особь в Лост-Крик, одну личинку в Норт-Ривер и одного подростка в Йеллоу-Крик (Bailey 1992). Во время обследования 1996—1997 гг. было отобрано в общей сложности 18 особей из Сипси-Форк и 11 особей из Браши-Крик (Guyer, 1997). Несмотря на то, что в 1990—1997 годах проводились обширные обследования, собранные цифры слишком малы, чтобы определить демографические тенденции. деградация среды обитания могла привести к сокращению или истреблению большей части исторического ареала (Bailey, 1992).
Его можно найти в средних и крупных ручьях, на дне которых есть бревна, затопленные уступы, камни и другие укрытия (Ashton and Peavy 1986). Считается, что их исторический ареал включал ручьи шириной 10 м и более с умеренным течением и чередующимися заводями и порогами (Ashton and Peavy 1986; Bailey 1992). (Guyer (1997)) проанализировал среду обитания, чтобы отличить участки с алабамскими протеями от мест, где этот вид отсутствует. Он обнаружил, что алабамские протеи связаны с: глинистыми субстратами без ила, морфологией широких и / или мелких ручьев; повышенное обилие улиток и рода саламандр Desmognathus; и малого появления моллюсков Corbicula. Яйца прикрепляются к нижней стороне объектов в воде. Ухудшение качества воды из-за промышленного, горнодобывающего, сельскохозяйственного и городского загрязнения, вероятно, является основной причиной исчезновения этого вида на большей части его исторического ареала в верховьях системы реки Блэк-Уорриор. Остальные популяции алабамских протеев Блэк-Уорриор изолированы друг от друга из-за неподходящей среды обитания, созданной водохранилищами, загрязнением или другими факторами. Фрагментация среды обитания делает популяции уязвимыми перед катастрофическими явлениями, такими как наводнения, засухи или разливы химикатов. Кроме того, если качество ручья улучшится на участках бассейна, водохранилища и загрязненные участки станут препятствиями для восстановления популяций алабамских протеев. Прямой улов в коммерческих, развлекательных, научных или образовательных целях в настоящее время не считается угрозой. Известно, что болезни и хищничество не являются факторами снижения численности. Эта информация основана на «Форме присвоения приоритета кандидатам и листингу» от 1999 г. Службы рыболовства и дикой природы США и Бейли (1995).
Предполагается, что диета алабамского протея аналогична диете других видов протеев и состоит из мелкой рыбы, головастиков, рыбьей икры, раков и водных насекомых. Популяции алабамских протеев были обнаружены в тесной связи с популяциями личинок поденок и ручейников, которые, вероятно, являются источником пищи для протеев. Конкретные враги для алабамского протея неизвестны, но на аналогичные виды охотятся змеи, рыбы и другие водяные хищники.
У алабамских протеев есть три стадии жизни: личинка, подросток и взрослая особь. Хотя было проведено мало исследований о привычках размножения алабамских протеев, их требования можно приблизительно определить, исходя из привычек близкородственных видов. Типичными местами размножения являются водные обнажения коренных пород или большие валуны с песком и гравием под ними; яйца откладываются под каменные плиты или в расщелины, где самки охраняют яйца. Спаривание происходит зимой; одна самка откладывает 15-55 яиц в период с марта по май. После выхода молодые особи прячутся в пучках листьев. Другие виды протеев достигают зрелости примерно в 8 недель, и, вероятно, то же самое происходит и с алабамскими протеями.